# Kévin Francillette
Kévin Francillette, né le 26 avril 1990, à Paris, est un coureur cycliste français.

## Biographie
Kévin Francillette est né à Paris d'un père guadeloupéen et d'une mère vendéenne. Il prend sa première licence cycliste vers l'âge de sept ans, après avoir assisté à une étape du Tour de Guadeloupe en tant que spectateur.
En 2008, il s'impose sur une manche du Challenge national juniors (moins de 19 ans). Il évolue alors à l'EC Château-d’Olonne. Sur piste, il devient vice-champion de France de l'américaine avec Angélo Tulik. Il intègre ensuite en 2009 le club Vendée U, alors réserve de l'équipe BBox Bouygues Telecom. Bon sprinteur, il s'impose sur La Suisse Vendéenne et termine notamment troisième d'une étape du Tour du Haut-Anjou
En juillet 2010, il décide de faire une pause, pour réfléchir à son avenir professionnel. Il reprend la compétition en 2011 au CM Aubervilliers-BigMat. En 2012, il court au club POC Côte de Lumière. Il n'obtient cependant aucun succès. Après cette dernière saison en catégorie espoirs, il décide de mettre un terme à sa carrière sportive pour devenir commercial. 
Il reprend finalement le cyclisme en 2015 au Vélo du Centre et de la Caraïbe, pour le plaisir. Rapidement, il se distingue en remportant des étapes au Tour de Marie-Galante, au Tour de Guadeloupe et au Tour de Guyane. L'année suivante, il fait son retour en France métropolitaine en rejoignant l'UC Nantes Atlantique, club de division nationale 1. Après des débuts difficiles, il se distingue au printemps en terminant deuxième du Tour du Loiret, tout en ayant remporté une étape. Il obtient également diverses places d'honneur sur des étapes du Tour de Gironde, du Tour Nivernais Morvan et des Trois Jours de Cherbourg.
Blessé au genou, il vit une saison 2017 difficile, en étant écarté des compétitions durant quatre mois. Il parvient toutefois à terminer deuxième d'une étape du Tour des Deux-Sèvres au mois de juillet. À l'automne, il se classe deuxième du Critérium Nant'Est Entreprises, devancé par le professionnel Damien Gaudin.

## Palmarès sur route

### Par année
- 2009
  - La Suisse Vendéenne
  - 2e du Souvenir Jean-Graczyk
- 2015
  - 2e étape du Tour de Marie-Galante
  - 5e étape du Tour de Guadeloupe
  - 3e et 9e étapes du Tour de Guyane
  - 3e du Tour de Marie-Galante
- 2016
  - 2e étape du Tour du Loiret
- 2017
  - 2e du Critérium Nant'Est Entreprises

### Classements mondiaux
| Année           | 2009   | 2010 | 2011 | 2012 | 2013 | 2014 | 2015 |
| --------------- | ------ | ---- | ---- | ---- | ---- | ---- | ---- |
| UCI Europe Tour | 1 201e |      |      |      |      |      | 923e |

## Palmarès sur piste

### Championnats de France
- 2007
  - 3e de l'américaine juniors
- 2008
  - 2e de l'américaine juniors